# Soko G-4 Super Galeb
Soko G-4 Super Galeb (N-62),  školsko-jurišni zrakoplov jugoslavenske proizvodnje. Posadu čine dva člana koji sjede u tandemskom položaju, s tim da je stražnji dio malo uzdignut u odnosu na prednji dio, zbog bolje vidljivosti. Avion je prvi put poletio 17. srpnja 1978. a serijska proizvodnja je započela 1982. G-4 Super Galeb je izrađen kako bi zamijenio G-2 Galeb i Lockheed T-33 u Jugoslavenskom ratnom zrakoplovstvu.

## G-4M Super Galeb
Početak razvoja unaprijeđenje inačice G-4, započinje neposredno prije rata, zbog kojega je bilo i prekinuto a nastavlja se pretkraj 90-ih. Nova inačica bi bila sposobna ponijeti veću količinu tereta, ugrađen je novi HUD Zrak ENP-M44, elektronski ciljnik te je unaprijeđena sva unutarnja avionika. Jedan od većih noviteta je i mogućnost ugradnje IC mamaca te montiranja dvije rakete zrak-zrak na rubovima krila. Prototip se trenutno testira u Batajnici u centru za istraživanje.

## Operativna uporaba
G-4 Super Galeb se intenzivno koristio u Hrvatskoj, te Bosni i Hercegovini kao i na Kosovu gdje je obavljao ulogu napada na zemaljske ciljeve. Tijekom Domovinskog rata više G-4 oborile su snage HV-a i HVO.
Tijekom rata u Bosni i Hercegovini Vojska Republike Srpske je koristila jedan G-4 Super Galeb. USAF je tvrdio da je 28. veljače 1994. oborio nekoliko Super Galebova, ali se ispostavilo da je pogodio 6 J-21 Jastrebova od kojih je 5 palo, a jedan prinudno sletio na aerodrom Udbinu koja je tada bila na okupiranom teritoriju RH. U istoj misiji bila su i 2 J-22 Orla, ali oni nisu oboreni. Također nije oboren G-4 Super Galeb.
Nakon rata u zrakoplovstvu bosanskih Srba ostao je u službi spomenuti G-4.

## Inačice
G-4 Super Galeb
osnovna inačica
G-4Š
Nenaoružana inačica za treniranje
G-4T
Tegljač meta
G-M
Najnovija inačica koja još uvijek u fazi testiranja

## Korisnici

### Trenutačni korisnici
- Srbija
- Srpsko ratno zrakoplovstvo

- Bosna i Hercegovina

- Mjanmar
- Myanmarsko ratno zrakoplovstvo

- Crna Gora
- Crnogorsko ratno zrakoplovstvo

### Bivši korisnici
- SFR Jugoslavija
- Jugoslavensko ratno zrakoplovstvo

- SR Jugoslavija
- Ratno zrakoplovstvo SR Jugoslavije

## Tehničke karakteristike
Osnovne karakteristike
- dužina: 11,35 m
- raspon krila: 9,88 m
- površina krila: 19,5 m2
- visina: 4,28 m

Letne karakteristike
- najveća brzina: 911 km/h na visini od 6000 m
- dolet: 1.900 km sa standardnim punjenjem goriva
  - borbeni dolet: 1.300 km s naoružanjem
- brzina penjanja: 1.800 m/min
- najveća visina leta: 15.000 m
- motor: Rolls Royce Viper 632-46

## Poveznice
- G-2 Galeb

## Vanjske poveznice
- http://www.utvaaviation.co.yu  Arhivirana inačica izvorne stranice od 21. kolovoza 2006. (Wayback Machine)
- http://www.aeronautics.ru/yuaircraft.htm  Arhivirana inačica izvorne stranice od 20. prosinca 2007. (Wayback Machine)
- http://www.fas.org/man/dod-101/sys/ac/row/galeb.htm